# Wetmorella nigropinnata
Wetmorella nigropinnata es una especie de peces de la familia Labridae en el orden de los Perciformes.

## Morfología
Los machos pueden llegar alcanzar los 8 cm de longitud total.

## Distribución geográfica
Se encuentra desde el Mar Rojo hasta las Islas Marquesas, las Islas Ryukyu, el sur de la Gran Barrera de Coral y Nueva Caledonia.